# Selección de baloncesto de Sudán del Sur
La selección de baloncesto de Sudán del Sur es el equipo formado por jugadores de nacionalidad sursudanesa que representa a la Federación de Baloncesto de Sudán del Sur en las competiciones internacionales organizadas por la Federación Internacional de Baloncesto (FIBA) o el Comité Olímpico Internacional (COI): los Juegos Olímpicos, la Copa Mundial de Baloncesto y el AfroBasket.
Fue creada en mayo de 2011 tras la independencia de Sudán del Sur y dos años después, en diciembre de 2013 fue admitida en FIBA África. Casi todos los jugadores de su selección juegan fuera de Sudán del Sur, y la mayoría de ellos participa en el baloncesto de Estados Unidos.
Sudán del Sur, el equipo nacional de baloncesto fundado más recientemente en FIBA, ya jugó en un torneo AfroBasket en 2021 y se clasificó para la Copa Mundial FIBA 2023.

## Historia
El equipo jugó su primer partido no oficial en Yuba contra el Power, campeón de clubes de Uganda, el 13 de julio de 2011. Power ganó el partido 86–84. 
En 2016, el equipo jugó en un torneo de exhibición llamado Competencia de Baloncesto Indígena en Vancouver, Canadá.
El 9 de enero de 2016, la Federación de Baloncesto de Sudán del Sur anunció que Jerry Steele se convertiría en el nuevo entrenador en jefe de la selección nacional masculina para la preparación de la competición AfroBasket 2017. Mediante el acuerdo Steele estaría bajo contrato hasta los Juegos Olímpicos de Tokio 2020.
En las eliminatorias del AfroBasket 2017, el equipo quedó ubicado en la Zona 5 Grupo A, junto a Egipto, Kenia, Ruanda. Sudán del Sur jugó su primer partido internacional oficial el 12 de marzo de 2017, contra Egipto en El Cairo. Perderían ante Egipto por 11 puntos (87–76) en el primer partido el 12 de marzo. Dos días después, la selección nacional consiguió su primera victoria en la fase de grupos ante Kenia por 2 (68–66). Al día siguiente, el equipo relevó su siguiente derrota por diez (80-90) ante Ruanda, colocándolos luego en el partido de Clasificación. El 12 de marzo, el equipo vencería a Kenia en el partido de clasificación en tiempo extra (84–89).
El entrenador Steele y la Federación de Baloncesto de Sudán del Sur se separaron de mutuo acuerdo el 3 de octubre de 2017.
El 7 de noviembre de 2017, Scott Catt fue designado nuevo entrenador en jefe de la selección nacional masculina por la Federación de Baloncesto de Sudán del Sur. Madut Bol, hijo del fallecido Manute Bol, también fue nombrado entrenador asistente de la selección nacional masculina.
En noviembre de 2020, el ex All-Star de la NBA Luol Deng se convirtió en presidente de la SSBF. También entrenó brevemente al equipo. En septiembre de 2021, Royal Ivey, entrenador asistente de los Brooklyn Nets, se convirtió en el entrenador en jefe del equipo. En el AfroBasket 2021, Sudán del Sur hizo su debut en un gran torneo y alcanzó los octavos de final tras derrotar a Uganda y Camerún en la ronda preliminar. En octavos de final, Sudán del Sur venció a Kenia, en cuartos de final el equipo perdió ante el campeón defensor Túnez.
En los siguientes partidos de clasificación para la Copa Mundial FIBA 2023, los Bright Stars impresionaron y tuvieron un récord invicto en la primera ronda (6-0), venciendo dos veces a los campeones africanos defensores Túnez y clasificándose para su primera Copa del Mundo en la tercera ronda con dos juegos. En la segunda ronda, nuevamente entrenados por Royal Ivey, tuvieron otra racha exitosa para clasificarse para la primera Copa del Mundo de Sudán del Sur en 2023.
El 28 de agosto, Sudán del Sur obtuvo su primera victoria en la Copa del Mundo con una victoria dominante sobre China en Manila, Filipinas. Sudán del Sur se clasificó para los Juegos Olímpicos de París 2024 al terminar como el mejor equipo africano en la Copa del Mundo al vencer a Angola en su último partido. Estos serán sus primeros Juegos Olímpicos.

## Plantilla
- Lista de jugadores convocados que disputaron la Copa Mundial de Baloncesto de 2023.[13]

| Sudán del Sur          | Sudán del Sur  | Sudán del Sur | Sudán del Sur | Sudán del Sur | Sudán del Sur                |
| Num                    | Jugador        | Pos           | Altura        | Edad          | Equipo                       |
| ---------------------- | -------------- | ------------- | ------------- | ------------- | ---------------------------- |
| 0                      | Junior Madut   | E             | 1,98 m        | 26            | South East Melbourne Phoenix |
| 1                      | Nuni Omot      | A             | 2,06 m        | 28            | Taichung Suns                |
| 2                      | Carlik Jones   | B             | 1,83 m        | 25            | Chicago Bulls                |
| 6                      | Khaman Maluach | P             | 2,16 m        | 16            | AS Douanes                   |
| 8                      | Kuany Kuany    | A             | 2,01 m        | 29            | Keilor Thunder               |
| 11                     | Marial Shayok  | B             | 1,98 m        | 28            | Maine Celtics                |
| 12                     | Deng Acuoth    | P             | 2,08 m        | 26            | Knox Raiders                 |
| 13                     | Majok Deng     | AP            | 2,05 m        | 30            | Tasmania JackJumpers         |
| 14                     | Peter Jok      | E             | 1,98 m        | 29            | Cholet Basket                |
| 21                     | Koch Bar       | P             | 2,11 m        | 26            | Horsens IC                   |
| 32                     | Wenyen Gabriel | AP            | 2,06 m        | 26            | Los Angeles Lakers           |
| 44                     | Sunday Dech    | E             | 1,95 m        | 29            | Adelaide 36ers               |
| Entrenador: Royal Ivey |                |               |               |               |                              |

- Lista de jugadores convocados que disputaron el AfroBasket 2021.[14]

| Sudán del Sur          | Sudán del Sur     | Sudán del Sur | Sudán del Sur | Sudán del Sur | Sudán del Sur                      |
| Num                    | Jugador           | Pos           | Altura        | Edad          | Equipo                             |
| ---------------------- | ----------------- | ------------- | ------------- | ------------- | ---------------------------------- |
| 0                      | Teny Bak Puot     | B             | 1,75 m        | 30            | Waverley Falcons                   |
| 2                      | Nyang Wek         | AP            | 1,96 m        | 24            | Agente libre                       |
| 4                      | Mareng Gatkuoth   | B             | 1,95 m        | 21            | Montana State University           |
| 5                      | Deng Junior Ring  | E             | 1,98 m        | 24            | University of Hawai'i at Manoa     |
| 6                      | Dhieu Abwok Deing | E             | 1,92 m        | 19            | University of Texas at San Antonio |
| 8                      | Kuany Kuany       | A             | 1,96 m        | 27            | Sandringham Sabres                 |
| 9                      | Mathiang Muo      | A             | 1,98 m        | 34            | Geraldton Buccaneers               |
| 10                     | Makuei Puondak    | AP            | 2,03 m        | 27            | Círculo Gijón Baloncesto           |
| 12                     | Deng Acuoth       | P             | 2,11 m        | 24            | Ballarat Miners                    |
| 15                     | Deng Mabior       | P             | 2,18 m        | 24            | AD Torreforta                      |
| 20                     | Anyiarbany Makoi  | B             | 1,93 m        | 21            | Lee College                        |
| 21                     | Koch Bar          | P             | 2,11 m        | 24            | Vaerlose Blue Hawks                |
| Entrenador: Royal Ivey |                   |               |               |               |                                    |

## Partidos

### Próximos encuentros
| Fecha                   | Ciudad        | Competición                | Local                           |                                            | Resultado |                                            | Visitante                       |
| ----------------------- | ------------- | -------------------------- | ------------------------------- | ------------------------------------------ | --------- | ------------------------------------------ | ------------------------------- |
| 25 de febrero de 2022   | Dakar         | Clasificación Mundial 2023 | Sudán del Sur                   | Bandera de Sudán del Sur                   | 68:56     | Bandera de Ruanda                          | Ruanda                          |
| 26 de febrero de 2022   | Dakar         | Clasificación Mundial 2023 | Túnez                           | Bandera de Túnez                           | 64:72     | Bandera de Sudán del Sur                   | Sudán del Sur                   |
| 27 de febrero de 2022   | Dakar         | Clasificación Mundial 2023 | Sudán del Sur                   | Bandera de Sudán del Sur                   | 74:68     | Bandera de Camerún                         | Camerún                         |
| 1 de julio de 2022      | Kigali        | Clasificación Mundial 2023 | Ruanda                          | Bandera de Ruanda                          | 63:73     | Bandera de Sudán del Sur                   | Sudán del Sur                   |
| 2 de julio de 2022      | Kigali        | Clasificación Mundial 2023 | Sudán del Sur                   | Bandera de Sudán del Sur                   | 75:61     | Bandera de Túnez                           | Túnez                           |
| 3 de julio de 2022      | Kigali        | Clasificación Mundial 2023 | Camerún                         | Bandera de Camerún                         | 55:67     | Bandera de Sudán del Sur                   | Sudán del Sur                   |
| 26 de agosto de 2022    | Monastir      | Clasificación Mundial 2023 | Senegal                         | Bandera de Senegal                         | 69:66     | Bandera de Sudán del Sur                   | Sudán del Sur                   |
| 27 de agosto de 2022    | Monastir      | Clasificación Mundial 2023 | Sudán del Sur                   | Bandera de Sudán del Sur                   | 101:58    | Bandera de República Democrática del Congo | República Democrática del Congo |
| 28 de agosto de 2022    | Monastir      | Clasificación Mundial 2023 | Egipto                          | Bandera de Egipto                          | 65:85     | Bandera de Sudán del Sur                   | Sudán del Sur                   |
| 24 de febrero de 2023   | Alejandría    | Clasificación Mundial 2023 | Sudán del Sur                   | Bandera de Sudán del Sur                   | 83:75     | Bandera de Senegal                         | Senegal                         |
| 25 de febrero de 2023   | Alejandría    | Clasificación Mundial 2023 | República Democrática del Congo | Bandera de República Democrática del Congo | 61:82     | Bandera de Sudán del Sur                   | Sudán del Sur                   |
| 26 de febrero de 2023   | Alejandría    | Clasificación Mundial 2023 | Sudán del Sur                   | Bandera de Sudán del Sur                   | 97:77     | Bandera de Egipto                          | Egipto                          |
| 26 de agosto de 2023    | Ciudad Quezon | Copa Mundial 2023          | Sudán del Sur                   | Bandera de Sudán del Sur                   | 96:101    | Bandera de Puerto Rico                     | Puerto Rico                     |
| 28 de agosto de 2023    | Ciudad Quezon | Copa Mundial 2023          | China                           | Bandera de la República Popular China      | 69:89     | Bandera de Sudán del Sur                   | Sudán del Sur                   |
| 30 de agosto de 2023    | Ciudad Quezon | Copa Mundial 2023          | Sudán del Sur                   | Bandera de Sudán del Sur                   | 83:115    | Bandera de Serbia                          | Serbia                          |
| 31 de agosto de 2023    | Ciudad Quezon | Copa Mundial 2023          | Sudán del Sur                   | Bandera de Sudán del Sur                   | 87:68     | Bandera de Filipinas                       | Filipinas                       |
| 2 de septiembre de 2023 | Ciudad Quezon | Copa Mundial 2023          | Angola                          | Bandera de Angola                          | 78:101    | Bandera de Sudán del Sur                   | Sudán del Sur                   |

## Entrenadores
- Deng Lek & Bil Duany: 2011–2016
- Jerry Steele: 2016–2017
- Scott Catt: 2017
- Ajou Deng: 2020
- Luol Deng: 2020–2021
- Royal Ivey: 2021–presente

## Historial

### Copa Mundial
Resultado General: 45.º puesto
| Copa Mundial de Baloncesto |
| --- |
| - 1950: No calificó - 1954: No calificó - 1959: No calificó - 1963: No calificó - 1967: No calificó - 1970: No calificó - 1974: No calificó - 1978: No calificó - 1982: No calificó - 1986: No calificó - 1990: No calificó - 1994: No calificó - 1998: No calificó - 2002: No calificó - 2006: No calificó - 2010: No calificó - 2014: No calificó - 2019: No calificó - 2023: 17° Lugar - 2027: TBD |

### Juegos Olímpicos
| Baloncesto en los Juegos Olímpicos |
| --- |
| - Berlín 1936: No calificó - Londres 1948: No calificó - Helsinki 1952: No calificó - Melbourne 1956: No calificó - Roma 1960: No calificó - Tokio 1964: No calificó - México 1968: No calificó - Múnich 1972: No calificó - Montreal 1976: No calificó - Moscú 1980: No calificó - Los Ángeles 1984: No calificó - Seúl 1988: No calificó - Barcelona 1992: No calificó - Atlanta 1996: No calificó - Sídney 2000: No calificó - Atenas 2004: No calificó - Pekín 2008: No calificó - Londres 2012: No calificó - Río 2016: No calificó - Tokio 2020: No calificó - París 2024: 9° Lugar |

### AfroBasket
| Afrobasket | Afrobasket  | Afrobasket | Afrobasket  | Afrobasket | Afrobasket  |
| ---------- | ----------- | ---------- | ----------- | ---------- | ----------- |
| 1962:      | No calificó | 1964:      | No calificó | 1965:      | No calificó |
| 1968:      | No calificó | 1970:      | No calificó | 1972:      | No calificó |
| 1974:      | No calificó | 1975:      | No calificó | 1978:      | No calificó |
| 1980:      | No calificó | 1981:      | No calificó | 1983:      | No calificó |
| 1985:      | No calificó | 1987:      | No calificó | 1989:      | No calificó |
| 1992:      | No calificó | 1993:      | No calificó | 1995:      | No calificó |
| 1997:      | No calificó | 1999:      | No calificó | 2001:      | No calificó |
| 2003:      | No calificó | 2005:      | No calificó | 2007:      | No calificó |
| 2009:      | No calificó | 2011:      | No calificó | 2013:      | No calificó |
| 2015:      | No calificó | 2017:      | No calificó |            |             |